# Кулява
Куля́ва —село в Україні, у Жовківській міській громаді Львівського району Львівської області. В Куляві знаходиться дерев'яна церква Введення в Храм Пр. Богородиці 1895.

## Історія
Село Кулява складалося з таких частин: Свириди, Витрикуші, Лісове, За Рікою.
«Географічний словник Королівства Польського та інших земель слов'янських» так описує село Куляву:
|  | Кулява (пол. Kulawa) — село, у Жовківському повіті, 12 км на пн. від Жовкви, 15 км на пд.-зах. від повітового суду в Великих Мостах, 4 км на пн.-зах. від пошти в Туринці. На північний-захід лежить Любеля, на схід Деревня і Туринка, на південь В'язова, на захід Замочок. Майже через середину території пливе потік Деревенька, який називається тут також Кривуля, притока Свині, яка вливається до Рати, притоки Бугу. Входить він тут з Замочку, і пливе на пн.-сх., потім на сх., утворює розлогий став, який розширюється з заходу на схід, а випливши зі ставу пливе знову на пн.-сх. до Деревні. Над Деревенкою, на пн.сх. від ставу лежить сільська забудова, на пн. від неї частина села Лісове, на зах. від неї група будинків Ветриків (Вітриків, Витрикуші), а на пд.-зах. від неї, біля зах. границі, група будинків Свериди (на Сверидах, Свириди). Частина села, яка лежить на правому березі Деревенки, називається «За рікою», і підноситься від 224 до 227 м над рівнем моря. В пн. частині, лісистій, підноситься узгір'я Кулява Буковинка до 232 м. Власн. більша мала орної ріллі 540, лугів і городів 261, пасовищ 60, лісу 177 моргів; власність менша орної ріллі 696, лугів і городів 498, пасовищ 444 морги. Згідно з переписом з 1880 р. було 675 жителів у гміні, 46 на території двору (греко-католицького обряду, за винятком кільканадцяти римо-католиків). Парафія римо-католицька в Жовкві, греко-католицька в Деревні. В селі була церква і філіальна школа. |

12 червня 2020 року, відповідно до розпорядження Кабінету Міністрів України № 718-р «Про визначення адміністративних центрів та затвердження територій територіальних громад Львівської області», село увійшло до складу Жовківської міської громади.
19 липня 2020 року, в результаті адміністративно-територіальної реформи та ліквідації Жовківського району, село увійшло до складу новоствореного Львівського району.

## Відомі уродженці
- Теленько Богдан Петрович — український журналіст, публіцист, письменник, громадський діяч.
- Пляцко Роман Михайлович - фізик, доктор фізико-математичних наук, дійсний член НТШ.